# Kızkalesi (pevnost)
Kızkalesi je středověká pevnost nacházející se na ostrově ve Středozemním moři, poblíž tureckého pobřeží. Administrativně spadá pod provincii Mersin. Název znamená v překladu dívčí hrad a je spojen s legendou o něm.

## Poloha
Ostrov, na němž pevnost stojí, leží asi 300 metrů od pobřeží moře. Pevnost jej zabírá celý, jeho rozloha činí asi 15 000 m². Stejnojmenné město, které leží na pevnině přímo naproti ostrovní pevnosti, je vzdáleno 23 kilometrů od obce Erdemli a šedesát kilometrů od centra provincie, města Mersin.

## Historie
Starověký název ostrova zněl Krambusa a na místě dnešního města Kuzkalesi se nacházelo antické město Korikos.
Podle Strabóna sloužil ostrov ve starověku jako útočiště pirátů. Pevnostní hrad však pravděpodobně nechal postavit byzantský císař Alexios I. Komnenos po první křížové výpravě. Cílem bylo zastavit mimo jiné arabské nájezdy na byzantské území.
V roce 1199 byl opraven nebo přestavěn za vlády Lva I. z arménského království Kilíkie. To dokládá dodnes dochovaná pamětní deska. Kámen, který byl použit jako stavební materiál, byl zřejmě součástí starší stavby, která stála jinde. Ve 14. století se Kilikijské království ocitlo na pokraji porážky a v roce 1361 se Petr I. Kyperský zmocnil ostrova. V roce 1448 byla pevnost v držení karamanského bega Ibrahima II. a v roce 1471 ji vlastnil osmanský vojevůdce Gedik Ahmed paša. V této době nicméně díky značnému posunu osmanské frontové linie ztrácela pro Turky význam. Na přelomu sedmdesátých a osmdesátých let 20. století byl uskutečněn důkladný průzkum a především mapování pevnosti.

## Architektura
Hradby opevnění mají celkovou délku 192 metrů. Jižní a západní stěna svírají pravý úhel. Od severu a východu má zeď přibližně tvar čtvrt elipsy. Hlavní brána je umístěna na severní straně a na západní straně je průchod s druhou, menší branou. Hrad má osm věží: čtyři kruhové, tři obdélníkové a jedna trojúhelníková. Nejvyšší z nich stojí na jihovýchodní straně pevnosti. Součástí opevnění je cisterna na vodu a malá kaple o rozměrech 5,80 × 3,10 metru.